# Reynaldo López
Reynaldo López López  (15 de septiembre de 1967, Ciudad de México) es un productor de televisión mexicano. Tuvo una gran trayectoria en Televisa iniciando en 1982 con Aladino y la lámpara maravillosa.
Algunos de los programas de televisión que realizó son: XE-TU (1982), La hora pico (2001), El club de las estrellas (2002), La Parodia (2002), El privilegio de mandar (2005), Chiquiti Bum (2006), Objetos Perdidos (2007), La hora de la papa (2007), NXclusiva (2009) y Los Doctores (2012).